# Heiko Gerber
Heiko Gerber (Stollberg/Erzgeb., 11 luglio 1972) è un ex calciatore tedesco, di ruolo difensore.

## Caratteristiche tecniche
Poteva giocare sia come terzino sinistro che come esterno sinistro.

## Carriera

### Club
Dopo aver giocato con Chemnitz, Arminia Bielefeld e Norimberga, nel 1999 passa allo VfB Stoccarda.
Con lo Stoccarda nel 2007 vince la Bundesliga e perde in finale la Coppa di Germania contro il Norimberga per 2 a 3.
Nell'estate dello stesso anno viene ceduto all'Ingolstadt, compagine militante in quell'anno in Regionalliga.

### Nazionale
Con la Germania vanta due presenze ed ha partecipato nel 1999 alla Confederations Cup.

## Palmarès
- Campionato tedesco: 1

Stoccarda: 2007